# رم (نیویورک)
رم (به انگلیسی: Rome) شهری در شهرستان اونیدا ایالت نیویورک است که در سرشماری سال ۲۰۱۰ میلادی، ۳۲۸۵۰ نفر جمعیت داشته است. رم، به‌طور رسمی در تاریخ ۱۸۷۰ میلادی به‌عنوان یک شهر شناخته شد.